# 4e eeuw v.Chr.
De 4e eeuw v.Chr. (van de christelijke jaartelling) is de 4e periode van 100 jaar, dus bestaande uit de jaren 400 tot en met 301 v.Chr. De 4e eeuw v.Chr. behoort tot het 1e millennium v.Chr.

## Langjarige gebeurtenissen en ontwikkelingen
Hellas

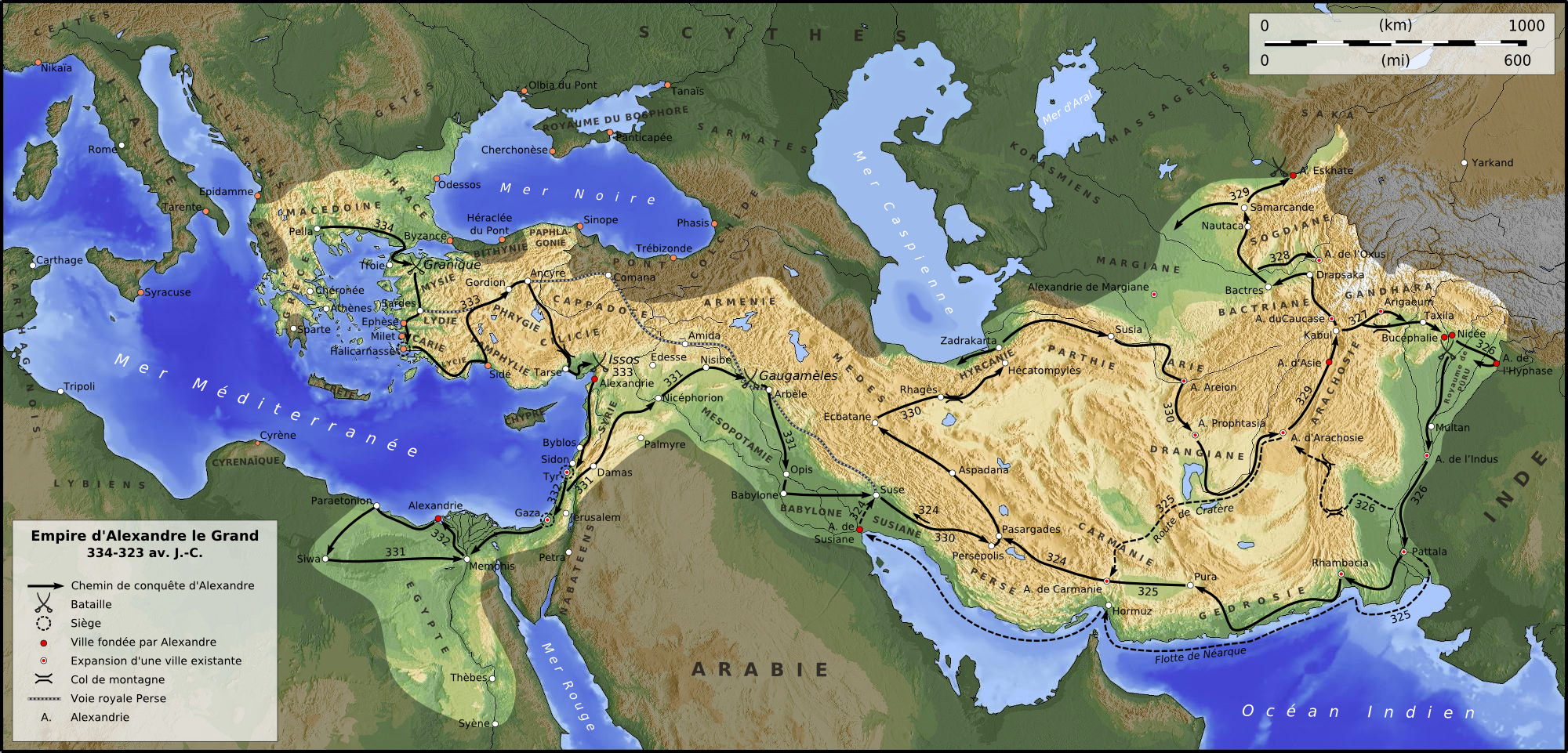
Alexanders' veldtochten

- 395-387 v.Chr. : Korinthische Oorlog. Opstand van de Griekse stadstaten tegen de Spartaanse hegemonie.
- 387 v.Chr. :  Koningsvrede. De Perzen krijgen hun Griekse steden in Klein-Azië terug. Voor die steden is het Perzische bewind trouwens heel draaglijk, onder meer omdat zij een grote administratieve vrijheid behouden, want zij liggen ver van het Perzische rijkscentrum.
- 378-371 v.Chr. : Boeotische Oorlog eindigt met de Slag bij Leuktra. Epaminondas van Thebe verslaat de Spartanen.
- 335-323 v.Chr. : Alexander de Grote sticht het Macedonische Rijk.
- Vanaf 322 woeden in het Macedonische Rijk de diadochenoorlogen. De Diadochen zijn de opvolgers van Alexander de Grote.
- Het koinè ontwikkelt zich in de eerste eeuwhelft tot de voertaal tussen de Griekse stadstaten. Het wordt door Alexander de Grote in de tweede eeuwhelft de eerste taal die over het hele gebied dat door Griekenland wordt gedomineerd, verspreid raakt.

Europa
- De La Tènecultuur heeft een dusdanig peil bereikt dat zij op sommige gebieden die van de Romeinen overstijgt. Gedurende deze periode weten de Kelten hun gebieden maximaal uit te breiden. In eerste instantie in Noord-Italië en Griekenland, later in het huidige Turkije en Groot-Brittannië.
- Gallische stammen  als de Insubres, de Senones, de Boii en Lingones vallen Italië binnen. Onder leiding van Brennus weten zij de Romeinen een zware nederlaag toe te brengen. Ze vestigen zich in het noorden op de plek waar later Lombardije zal liggen.
- De stad Syracuse op Sicilië beheerst heel Magna Graecia.

Azië
- Chandragupta Maurya verenigt het noorden van het Indisch subcontinent, van Bengalen tot en met de Indusvallei.
- Tijdens de Periode van de Strijdende Staten is China onderverdeeld in een steeds kleiner wordend aantal rijken. De heersers daarvan proberen hun bestuur te verbeteren. Hierdoor komen zij onder invloed te staan van ambtenaren die bekwaam worden geacht om hiervoor effectieve institutionele structuren op te zetten: de Legalisten.

Scheepvaart en handel
Een eerste bloeiperiode kent de specerijenhandel in de Hellenistische
 tijd. Alexander de Grote (356 v.Chr.–323 v.Chr.) heeft de landroute naar India verkend. Vanuit Egypte organiseren de Ptolemaeën een directe handel met India over de Arabische Zee.
Wetenschap
- De Honderd Scholen van het denken brengen de Chinese filosofie tot grote bloei, omdat er zeer veel nieuwe ideeën ontstaan en vrij gediscussieerd kan worden.
- Leven en werken van de klassieke Griekse filosofen Socrates, Plato en Aristoteles.
- In de Politika (ca. 350 BC) analyseert Aristoteles verschillende voorbeelden van een staat: monarchie, aristocratie, constitutionele regering, tirannie, oligarchie, democratie.
- De Babylonische wetenschappers maken nauwkeurige schattingen van de lengte van het zonnejaar en de synodische maand.
- De ontdekkingsreiziger Pytheas van Massalia verkent Noordwest Europa in een reis langs de Franse oceaankust, de Britse eilanden, Scandinavië en Zeeland. Hij onderzoekt mensen en natuurverschijnselen, en beschrijft alles in een (niet bewaard gebleven) boek, waaruit fragmenten door latere schrijvers zijn geciteerd. Lange tijd is hij in het mediterrane gebied de belangrijkste en waarschijnlijk zelfs enige bron voor kennis omtrent het noordwesten van Europa. Zijn berekeningen over de maximale hoogte van de zon worden door hellenistische wetenschappers gebruikt, zoals bij het berekenen van de omtrek van de aarde.
- Hippocrates van Kos is de eerste westerse arts die de geneeskunde uit het bovennatuurlijke naar het natuurlijke haalt. Hij zoekt via de symptomen van de patiënt naar een oorzaak, en komt zo tot een diagnose. Hij formuleert regels voor een gezond leven.
- De Indische taalkundige Panini schrijft de Astadhyayi (acht boeken), een uitvoerige beschrijving van de grammatica van het Sanskriet.

kunst
- Van Apelles zijn geen werken bewaard gebleven. Maar sommige schilders volgen Apelles later na door de meer uitvoerige beschrijvingen van zijn werken na te schilderen. Bekend is bijvoorbeeld "De Geboorte van Venus" van Botticelli, die een reconstructie is van de "Venus Anadyomene", die beschreven was door Philostratus. Maar vooral het door Lucianus beschreven schilderij "De Laster" werd vaak geschilderd, onder andere door Botticelli, Dürer, Pieter Bruegel de Oude en Rubens.

militair
- De Grieken ontwikkelen het spangeschut en een halve eeuw later het torsiegeschut.
- De quinquereem wordt door de Carthagers of Dionysios I  van Syracuse ontwikkeld.

Amerika
- Chibcha-sprekende indianen trekken vanuit Midden-Amerika naar het tegenwoordige Colombia, Venezuela en Ecuador.
- 400 v.Chr. Opkomst van de Moche-beschaving in Peru
- 350 v.Chr. Het begin van de Nazcacultuur in zuidelijk Peru
- 350 v.Chr. Inca's doen aan metaalbewerking

## Belangrijke personen van de 4e eeuw v.Chr.

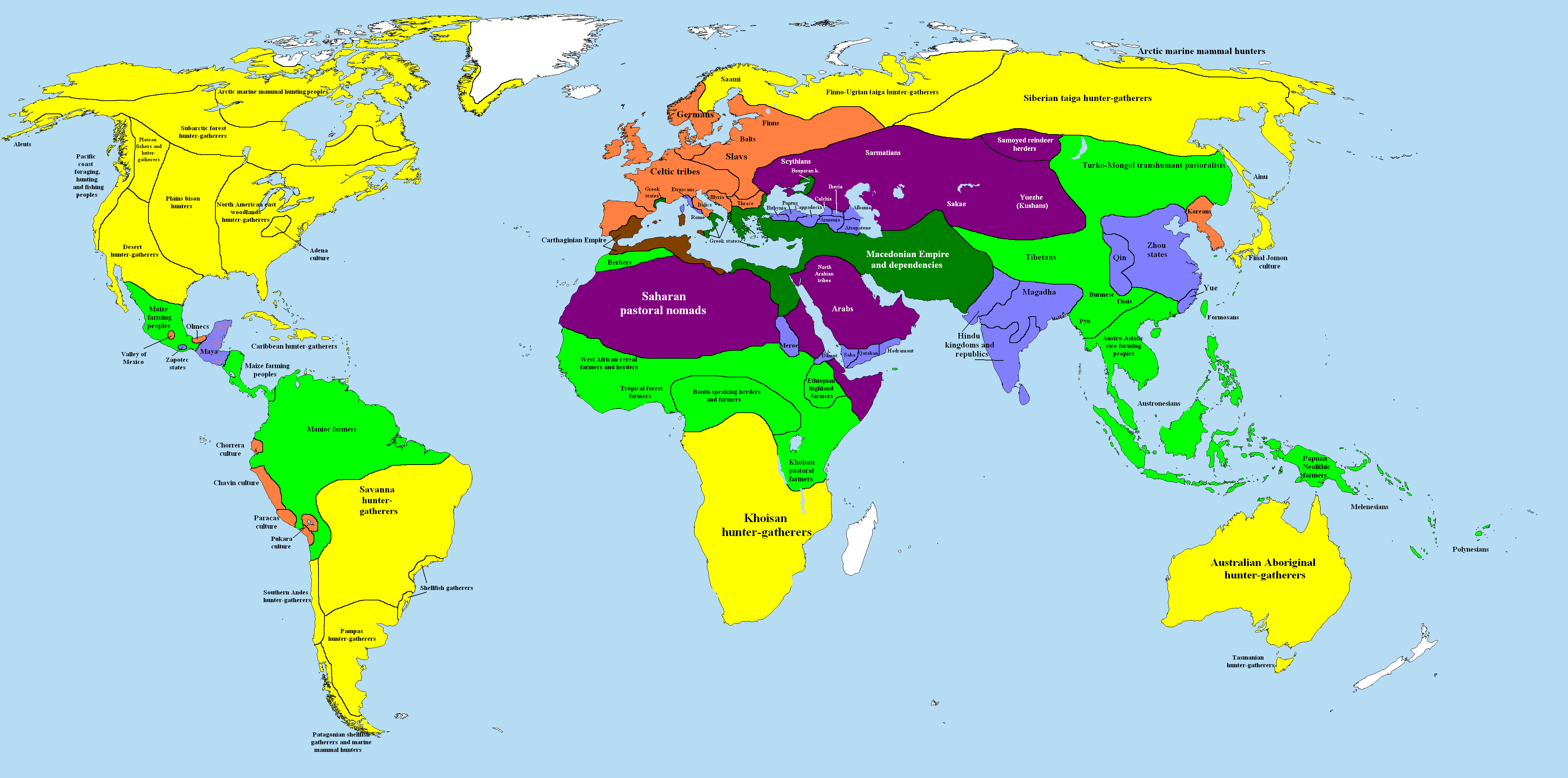

- Alexander de Grote
- Aristoteles
- Artaxerxes II
- Artaxerxes III
- Autolycus van Pitane
- Brennus
- Chandragupta Maurya
- Darius III
- Eubulides van Milete
- Philippus II van Macedonië
- Plato
- Pytheas van Massalia

<< · 399-390 · 389-380 · 379-370 · 369-360 · 359-350 · 349-340 · 339-330 · 329-320 · 319-310 · 309-300 · >>
<< · 10e · 9e · 8e · 7e · 6e · 5e · 4e · 3e · 2e · 1e · >>